# Neckera nelloi
Neckera nelloi là một loài rêu trong họ Neckeraceae. Loài này được Broth. ex Tongiorgi mô tả khoa học đầu tiên năm 1939.